# Шибахта
Шибахта — река в России, протекает по Сергиево-Посадскому району Московской области.
Устье реки находится в 74 км от устья Дубны по левому берегу. Длина реки составляет 21 км, площадь водосборного бассейна — 47 км².
В верхнем течении пересекает северные склоны Клинско-Дмитровской гряды в глубокой лесистой долине. В низовьях течёт по сильно заболоченной безлесной местности вдоль границы с Дмитровским районом.

## Данные водного реестра
По данным государственного водного реестра России относится к Верхневолжскому бассейновому округу, водохозяйственный участок реки — Волга от Иваньковского гидроузла до Угличского гидроузла (Угличское водохранилище), речной подбассейн реки — бассейны притоков (Верхней) Волги до Рыбинского водохранилища. Речной бассейн реки — (Верхняя) Волга до Куйбышевского водохранилища (без бассейна Оки).
Код объекта в государственном водном реестре — 08010100812110000003219.